# Gmina Richland (hrabstwo Chickasaw)

Położenie Gminy Richland w hrabstwie Chickasaw

Gmina Richland (ang. Richland Township) – gmina w USA, w stanie Iowa, w hrabstwie Chickasaw. Według danych z 2000 roku gmina miała 369 mieszkańców, a jej powierzchnia wynosi 93,38 km².